# Gunnar Nielsen
Gunnar Nielsen (Tórshavn, 7 ottobre 1986) è un calciatore faroese, portiere svincolato.

## Carriera

### Club
Dopo aver acquistato Gunnar dai Blackburn Rovers nel gennaio 2009, il Manchester City ha girato in prestito il giocatore al Wrexham nel marzo dello stesso anno. Rientrato alla base nel maggio 2010, ha preso parte alla stagione 2009-2010 con la prima squadra dei Citizens. Il 24 aprile 2010, nella partita terminata 0-0 contro l'Arsenal, Nielsen ha debuttato in FA Premier League subentrando al 76' al posto dell'infortunato Shay Given. In tale circostanza Nielsen è diventato il primo calciatore faroese a giocare in Premier League. Nella sessione estiva di mercato del 2010 si è trasferito in prestito al Tranmere Rovers per rientrare poi alla base nel gennaio del 2011. Il 7 dicembre 2012 viene svincolato dal City.
Il 4 aprile seguente viene comprato dal Silkeborg, squadra danese militante in Superligaen.
Nell'estate del 2013 viene ceduto in Scozia al Motherwell e ad agosto gioca contro il Kuban Krasnodar la sua prima partita in Europa League. L'esordio in campionato avviene alla decima giornata nella vittoria casalinga per 2-1 contro l'Hearts of Midlothian.
Il 6 marzo 2015 si svincola dal Motherwell e il 4 aprile firma un contratto con lo Stjarnan, club islandese.

### Nazionale
Nielsen ha debuttato con la maglia della nazionale maggiore il 22 marzo 2009 nella partita vinta per 2-1 contro l'Islanda. 
Il 3 giugno 2016 in occasione del match contro il Kosovo ha indossato per la prima volta la fascia da capitano.

## Statistiche

### Cronologia presenze e reti in nazionale
| Cronologia completa delle presenze e delle reti in nazionale ― Fær Øer | Cronologia completa delle presenze e delle reti in nazionale ― Fær Øer | Cronologia completa delle presenze e delle reti in nazionale ― Fær Øer | Cronologia completa delle presenze e delle reti in nazionale ― Fær Øer | Cronologia completa delle presenze e delle reti in nazionale ― Fær Øer | Cronologia completa delle presenze e delle reti in nazionale ― Fær Øer | Cronologia completa delle presenze e delle reti in nazionale ― Fær Øer | Cronologia completa delle presenze e delle reti in nazionale ― Fær Øer |
| Data                                                                   | Città                                                                  | In casa                                                                | Risultato                                                              | Ospiti                                                                 | Competizione                                                           | Reti                                                                   | Note                                                                   |
| ---------------------------------------------------------------------- | ---------------------------------------------------------------------- | ---------------------------------------------------------------------- | ---------------------------------------------------------------------- | ---------------------------------------------------------------------- | ---------------------------------------------------------------------- | ---------------------------------------------------------------------- | ---------------------------------------------------------------------- |
| 22-3-2009                                                              | Kópavogur                                                              | Islanda                                                                | 1 – 2                                                                  | Fær Øer                                                                | Amichevole                                                             | -1                                                                     |                                                                        |
| 21-3-2010                                                              | Kópavogur                                                              | Islanda                                                                | 2 – 0                                                                  | Fær Øer                                                                | Amichevole                                                             | -2                                                                     |                                                                        |
| 4-6-2010                                                               | Hesperange                                                             | Lussemburgo                                                            | 0 – 0                                                                  | Fær Øer                                                                | Amichevole                                                             | -                                                                      |                                                                        |
| 11-8-2010                                                              | Tallinn                                                                | Estonia                                                                | 2 – 1                                                                  | Fær Øer                                                                | Qual. Euro 2012                                                        | -2                                                                     | 40’                                                                    |
| 3-9-2010                                                               | Tórshavn                                                               | Fær Øer                                                                | 0 – 3                                                                  | Serbia                                                                 | Qual. Euro 2012                                                        | -3                                                                     |                                                                        |
| 7-9-2010                                                               | Firenze                                                                | Italia                                                                 | 5 – 0                                                                  | Fær Øer                                                                | Qual. Euro 2012                                                        | -5                                                                     |                                                                        |
| 16-11-2010                                                             | Aberdeen                                                               | Scozia                                                                 | 3 – 0                                                                  | Fær Øer                                                                | Amichevole                                                             | -3                                                                     | 68’                                                                    |
| 15-8-2012                                                              | Reykjavík                                                              | Islanda                                                                | 2 – 0                                                                  | Fær Øer                                                                | Amichevole                                                             | -1                                                                     | 46’                                                                    |
| 7-9-2012                                                               | Hannover                                                               | Germania                                                               | 3 – 0                                                                  | Fær Øer                                                                | Qual. Mondiali 2014                                                    | -3                                                                     |                                                                        |
| 12-10-2012                                                             | Tórshavn                                                               | Fær Øer                                                                | 1 – 2                                                                  | Svezia                                                                 | Qual. Mondiali 2014                                                    | -2                                                                     |                                                                        |
| 16-10-2012                                                             | Tórshavn                                                               | Fær Øer                                                                | 1 – 4                                                                  | Irlanda                                                                | Qual. Mondiali 2014                                                    | -4                                                                     |                                                                        |
| 21-2-2013                                                              | Bangkok                                                                | Thailandia                                                             | 2 – 0                                                                  | Fær Øer                                                                | Amichevole                                                             | -2                                                                     |                                                                        |
| 22-3-2013                                                              | Vienna                                                                 | Austria                                                                | 6 – 0                                                                  | Fær Øer                                                                | Qual. Mondiali 2014                                                    | -6                                                                     |                                                                        |
| 7-6-2013                                                               | Dublino                                                                | Irlanda                                                                | 3 – 0                                                                  | Fær Øer                                                                | Qual. Mondiali 2014                                                    | -3                                                                     |                                                                        |
| 11-6-2013                                                              | Solna                                                                  | Svezia                                                                 | 2 – 0                                                                  | Fær Øer                                                                | Qual. Mondiali 2014                                                    | -2                                                                     |                                                                        |
| 14-8-2013                                                              | Reykjavík                                                              | Islanda                                                                | 1 – 0                                                                  | Fær Øer                                                                | Amichevole                                                             | -1                                                                     |                                                                        |
| 6-9-2013                                                               | Astana                                                                 | Kazakistan                                                             | 2 – 1                                                                  | Fær Øer                                                                | Qual. Mondiali 2014                                                    | -2                                                                     |                                                                        |
| 10-9-2013                                                              | Tórshavn                                                               | Fær Øer                                                                | 0 – 3                                                                  | Germania                                                               | Qual. Mondiali 2014                                                    | -3                                                                     |                                                                        |
| 11-10-2013                                                             | Tórshavn                                                               | Fær Øer                                                                | 1 – 1                                                                  | Kazakistan                                                             | Qual. Mondiali 2014                                                    | -1                                                                     |                                                                        |
| 15-10-2013                                                             | Tórshavn                                                               | Fær Øer                                                                | 0 – 3                                                                  | Austria                                                                | Qual. Mondiali 2014                                                    | -3                                                                     |                                                                        |
| 19-11-2013                                                             | Ta' Qali                                                               | Malta                                                                  | 3 – 2                                                                  | Fær Øer                                                                | Amichevole                                                             | -3                                                                     |                                                                        |
| 7-9-2014                                                               | Tórshavn                                                               | Fær Øer                                                                | 1 – 3                                                                  | Finlandia                                                              | Qual. Euro 2016                                                        | -3                                                                     |                                                                        |
| 11-10-2014                                                             | Belfast                                                                | Irlanda del Nord                                                       | 2 – 0                                                                  | Fær Øer                                                                | Qual. Euro 2016                                                        | -2                                                                     |                                                                        |
| 14-10-2014                                                             | Tórshavn                                                               | Fær Øer                                                                | 0 – 1                                                                  | Ungheria                                                               | Qual. Euro 2016                                                        | -1                                                                     |                                                                        |
| 14-11-2014                                                             | Pireo                                                                  | Grecia                                                                 | 0 – 1                                                                  | Fær Øer                                                                | Qual. Euro 2016                                                        | -                                                                      |                                                                        |
| 29-3-2015                                                              | Ploiești                                                               | Romania                                                                | 1 – 0                                                                  | Fær Øer                                                                | Qual. Euro 2016                                                        | -1                                                                     |                                                                        |
| 13-6-2015                                                              | Tórshavn                                                               | Fær Øer                                                                | 2 – 1                                                                  | Grecia                                                                 | Qual. Euro 2016                                                        | -1                                                                     |                                                                        |
| 4-9-2015                                                               | Tórshavn                                                               | Fær Øer                                                                | 1 – 3                                                                  | Irlanda del Nord                                                       | Qual. Euro 2016                                                        | -3                                                                     |                                                                        |
| 7-9-2015                                                               | Helsinki                                                               | Finlandia                                                              | 1 – 0                                                                  | Fær Øer                                                                | Qual. Euro 2016                                                        | -1                                                                     |                                                                        |
| 8-10-2015                                                              | Budapest                                                               | Ungheria                                                               | 2 – 1                                                                  | Fær Øer                                                                | Qual. Euro 2016                                                        | -2                                                                     |                                                                        |
| 11-10-2015                                                             | Tórshavn                                                               | Fær Øer                                                                | 0 – 3                                                                  | Romania                                                                | Qual. Euro 2016                                                        | -3                                                                     |                                                                        |
| 28-3-2016                                                              | Marbella                                                               | Liechtenstein                                                          | 2 – 3                                                                  | Fær Øer                                                                | Amichevole                                                             | -                                                                      | 15’                                                                    |
| 3-6-2016                                                               | Francoforte sul Meno                                                   | Kosovo                                                                 | 2 – 0                                                                  | Fær Øer                                                                | Amichevole                                                             | -2                                                                     | Cap.                                                                   |
| 6-9-2016                                                               | Tórshavn                                                               | Fær Øer                                                                | 0 – 0                                                                  | Ungheria                                                               | Qual. Mondiali 2018                                                    | -                                                                      |                                                                        |
| 7-10-2016                                                              | Riga                                                                   | Lettonia                                                               | 0 – 2                                                                  | Fær Øer                                                                | Qual. Mondiali 2018                                                    | -                                                                      |                                                                        |
| 10-10-2016                                                             | Tórshavn                                                               | Fær Øer                                                                | 0 – 6                                                                  | Portogallo                                                             | Qual. Mondiali 2018                                                    | -6                                                                     |                                                                        |
| 13-11-2016                                                             | Lucerna                                                                | Svizzera                                                               | 2 – 0                                                                  | Fær Øer                                                                | Qual. Mondiali 2018                                                    | -2                                                                     |                                                                        |
| 25-3-2017                                                              | Andorra la Vella                                                       | Andorra                                                                | 0 – 0                                                                  | Fær Øer                                                                | Qual. Mondiali 2018                                                    | -                                                                      |                                                                        |
| 9-6-2017                                                               | Tórshavn                                                               | Fær Øer                                                                | 0 – 2                                                                  | Svizzera                                                               | Qual. Mondiali 2018                                                    | -2                                                                     |                                                                        |
| 31-8-2017                                                              | Porto                                                                  | Portogallo                                                             | 5 – 1                                                                  | Fær Øer                                                                | Qual. Mondiali 2018                                                    | -5                                                                     |                                                                        |
| 3-9-2017                                                               | Tórshavn                                                               | Fær Øer                                                                | 1 – 0                                                                  | Andorra                                                                | Qual. Mondiali 2018                                                    | -                                                                      |                                                                        |
| 7-10-2017                                                              | Tórshavn                                                               | Fær Øer                                                                | 0 – 0                                                                  | Lettonia                                                               | Qual. Mondiali 2018                                                    | -                                                                      |                                                                        |
| 10-10-2017                                                             | Budapest                                                               | Ungheria                                                               | 1 – 0                                                                  | Fær Øer                                                                | Qual. Mondiali 2018                                                    | -1                                                                     |                                                                        |
| 7-9-2018                                                               | Tórshavn                                                               | Fær Øer                                                                | 3 – 1                                                                  | Malta                                                                  | UEFA Nations League 2018-2019 - 1º turno                               | -1                                                                     |                                                                        |
| 10-9-2018                                                              | Pristina                                                               | Kosovo                                                                 | 2 – 0                                                                  | Fær Øer                                                                | UEFA Nations League 2018-2019 - 1º turno                               | -2                                                                     |                                                                        |
| 11-10-2018                                                             | Tórshavn                                                               | Fær Øer                                                                | 0 – 3                                                                  | Azerbaigian                                                            | UEFA Nations League 2018-2019 - 1º turno                               | -3                                                                     |                                                                        |
| 14-10-2018                                                             | Tórshavn                                                               | Fær Øer                                                                | 1 – 1                                                                  | Kosovo                                                                 | UEFA Nations League 2018-2019 - 1º turno                               | -1                                                                     |                                                                        |
| 17-11-2018                                                             | Baku                                                                   | Azerbaigian                                                            | 2 – 0                                                                  | Fær Øer                                                                | UEFA Nations League 2018-2019 - 1º turno                               | -2                                                                     |                                                                        |
| 20-11-2018                                                             | Ta' Qali                                                               | Malta                                                                  | 1 – 1                                                                  | Fær Øer                                                                | UEFA Nations League 2018-2019 - 1º turno                               | -1                                                                     |                                                                        |
| 23-3-2019                                                              | Ta' Qali                                                               | Malta                                                                  | 2 – 1                                                                  | Fær Øer                                                                | Qual. Euro 2020                                                        | -2                                                                     |                                                                        |
| 26-3-2019                                                              | Bucarest                                                               | Romania                                                                | 4 – 1                                                                  | Fær Øer                                                                | Qual. Euro 2020                                                        | -4                                                                     |                                                                        |
| 5-9-2019                                                               | Tórshavn                                                               | Fær Øer                                                                | 0 – 4                                                                  | Svezia                                                                 | Qual. Euro 2020                                                        | -4                                                                     |                                                                        |
| 8-9-2019                                                               | Gijón                                                                  | Spagna                                                                 | 4 – 0                                                                  | Fær Øer                                                                | Qual. Euro 2020                                                        | -4                                                                     |                                                                        |
| 12-10-2019                                                             | Tórshavn                                                               | Fær Øer                                                                | 0 – 3                                                                  | Romania                                                                | Qual. Euro 2020                                                        | -3                                                                     |                                                                        |
| 15-10-2019                                                             | Tórshavn                                                               | Fær Øer                                                                | 1 – 0                                                                  | Malta                                                                  | Qual. Euro 2020                                                        | -                                                                      |                                                                        |
| 15-11-2019                                                             | Oslo                                                                   | Norvegia                                                               | 4 – 0                                                                  | Fær Øer                                                                | Qual. Euro 2020                                                        | -4                                                                     |                                                                        |
| 18-11-2019                                                             | Solna                                                                  | Svezia                                                                 | 3 – 0                                                                  | Fær Øer                                                                | Qual. Euro 2020                                                        | -3                                                                     |                                                                        |
| 3-9-2020                                                               | Tórshavn                                                               | Fær Øer                                                                | 3 – 2                                                                  | Malta                                                                  | UEFA Nations League 2020-2021 - 1º turno                               | -2                                                                     |                                                                        |
| 11-11-2020                                                             | Vilnius                                                                | Lituania                                                               | 2 – 1                                                                  | Fær Øer                                                                | Amichevole                                                             | -2                                                                     |                                                                        |
| 25-3-2021                                                              | Chișinău                                                               | Moldavia                                                               | 1 – 1                                                                  | Fær Øer                                                                | Qual. Mondiali 2022                                                    | -1                                                                     |                                                                        |
| 28-3-2021                                                              | Vienna                                                                 | Austria                                                                | 3 – 1                                                                  | Fær Øer                                                                | Qual. Mondiali 2022                                                    | -3                                                                     |                                                                        |
| 31-3-2021                                                              | Glasgow                                                                | Scozia                                                                 | 4 – 0                                                                  | Fær Øer                                                                | Qual. Mondiali 2022                                                    | -4                                                                     |                                                                        |
| 1-9-2021                                                               | Tórshavn                                                               | Fær Øer                                                                | 0 – 4                                                                  | Israele                                                                | Qual. Mondiali 2022                                                    | -4                                                                     | Cap.                                                                   |
| 15-11-2021                                                             | Netanya                                                                | Israele                                                                | 3 – 2                                                                  | Fær Øer                                                                | Qual. Mondiali 2022                                                    | -3                                                                     |                                                                        |
| 26-3-2022                                                              | Gibilterra                                                             | Gibilterra                                                             | 0 – 0                                                                  | Fær Øer                                                                | Amichevole                                                             | -                                                                      |                                                                        |
| 4-6-2022                                                               | Istanbul                                                               | Turchia                                                                | 4 – 0                                                                  | Fær Øer                                                                | UEFA Nations League 2022-2023 - 1º turno                               | -4                                                                     |                                                                        |
| 7-6-2022                                                               | Tórshavn                                                               | Fær Øer                                                                | 0 – 1                                                                  | Lussemburgo                                                            | UEFA Nations League 2022-2023 - 1º turno                               | -1                                                                     |                                                                        |
| 11-6-2022                                                              | Tórshavn                                                               | Fær Øer                                                                | 2 – 1                                                                  | Lituania                                                               | UEFA Nations League 2022-2023 - 1º turno                               | -1                                                                     |                                                                        |
| 14-6-2022                                                              | Lussemburgo                                                            | Lussemburgo                                                            | 2 – 2                                                                  | Fær Øer                                                                | UEFA Nations League 2022-2023 - 1º turno                               | -2                                                                     |                                                                        |
| 22-9-2022                                                              | Vilnius                                                                | Lituania                                                               | 1 – 1                                                                  | Fær Øer                                                                | UEFA Nations League 2022-2023 - 1º turno                               | -1                                                                     |                                                                        |
| 16-11-2022                                                             | Olomouc                                                                | Rep. Ceca                                                              | 5 – 0                                                                  | Fær Øer                                                                | Amichevole                                                             | -5                                                                     |                                                                        |
| Totale                                                                 |                                                                        | Presenze                                                               | 71                                                                     |                                                                        | Reti                                                                   | -154                                                                   |                                                                        |

## Palmarès

### Club

#### Competizioni nazionali
- Coppa d'Inghilterra: 1

Manchester City: 2010-2011
- Campionato inglese: 1

Manchester City: 2011-2012
- Community Shield: 1

Manchester City: 2012
- Campionato islandese: 1

FH Hafnarfjörður: 2016